# Ange Keffa
Ange Keffa, née le 1er janvier 1973 et morte le 15 avril 2024, est une actrice ivoirienne. 

## Biographie
Ex-membre de la troupe de la famille Bétéssé, Ange Keffa répond, comme ses collègues Tandé Kpin Teisson, Éleonore Kouamé et Guei Thérèse (Gbazé), à l'appel d'Akissi Delta pour jouer dans la série Ma famille.
Elle décède le 24 avril 2024 à Abidjan à la suite d'une longue maladie,.

## Filmographie
- Ma Famille (depuis 2002)
- La Grossesse
- La Grossesse 2